# Tallören, Iniö
Tallören är en ö i Finland. Den ligger i Skärgårdshavet och i kommunen Pargas i den ekonomiska regionen  Åboland i landskapet Egentliga Finland, i den sydvästra delen av landet. Ön ligger omkring 46 kilometer väster om Åbo och omkring 200 kilometer väster om Helsingfors. 
Öns area är 1 hektar och dess största längd är 170 meter i sydöst-nordvästlig riktning. Närmaste större samhälle är Tövsala, 16,5 km nordost om Tallören.